# Липа (Крешево)
Липа је насељено место у Босни и Херцеговини у општини Крешево. Административно припада Федерацији Босне и Херцеговине, односно њеном Средњобосанском кантону. Према попису становништва из 2013. у насељу је било 66 становника, а већинску популацију чинили су Хрвати.

## Становништво
По последњем службеном попису становништва из 2013. године у овом насељу живело је 66 становника, а село је било етнички хомогено са већинском хрватском популацијом.
| Националност | 2013. | 1991.       | 1981.       | 1971.        |
| Хрвати       | —     | 92 (100,0%) | 95 (98,96%) | 108 (100,0%) |
| Југословени  | —     | 0           | 1 (1,04%)   | 0            |
| Укупно       | 66    | 92          | 96          | 108          |